# Ada Lovelace

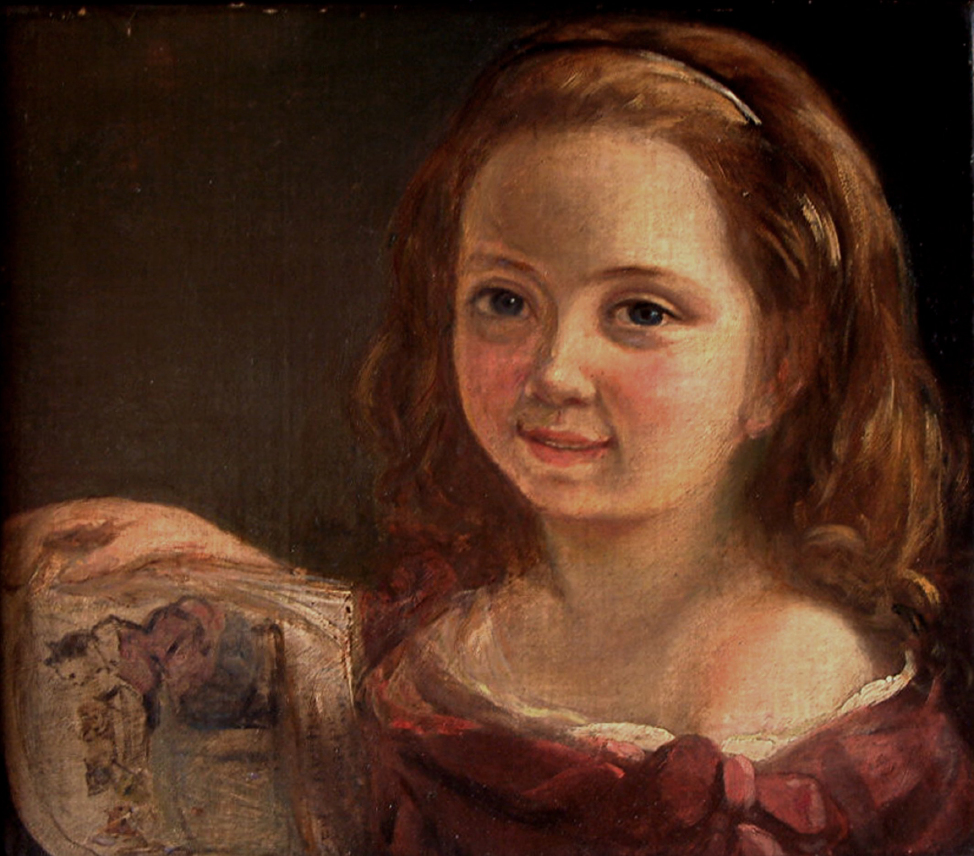
Ada Lovelace door Alfred d'Orsay (1801-1852), 1822, Somerville College, Oxford.

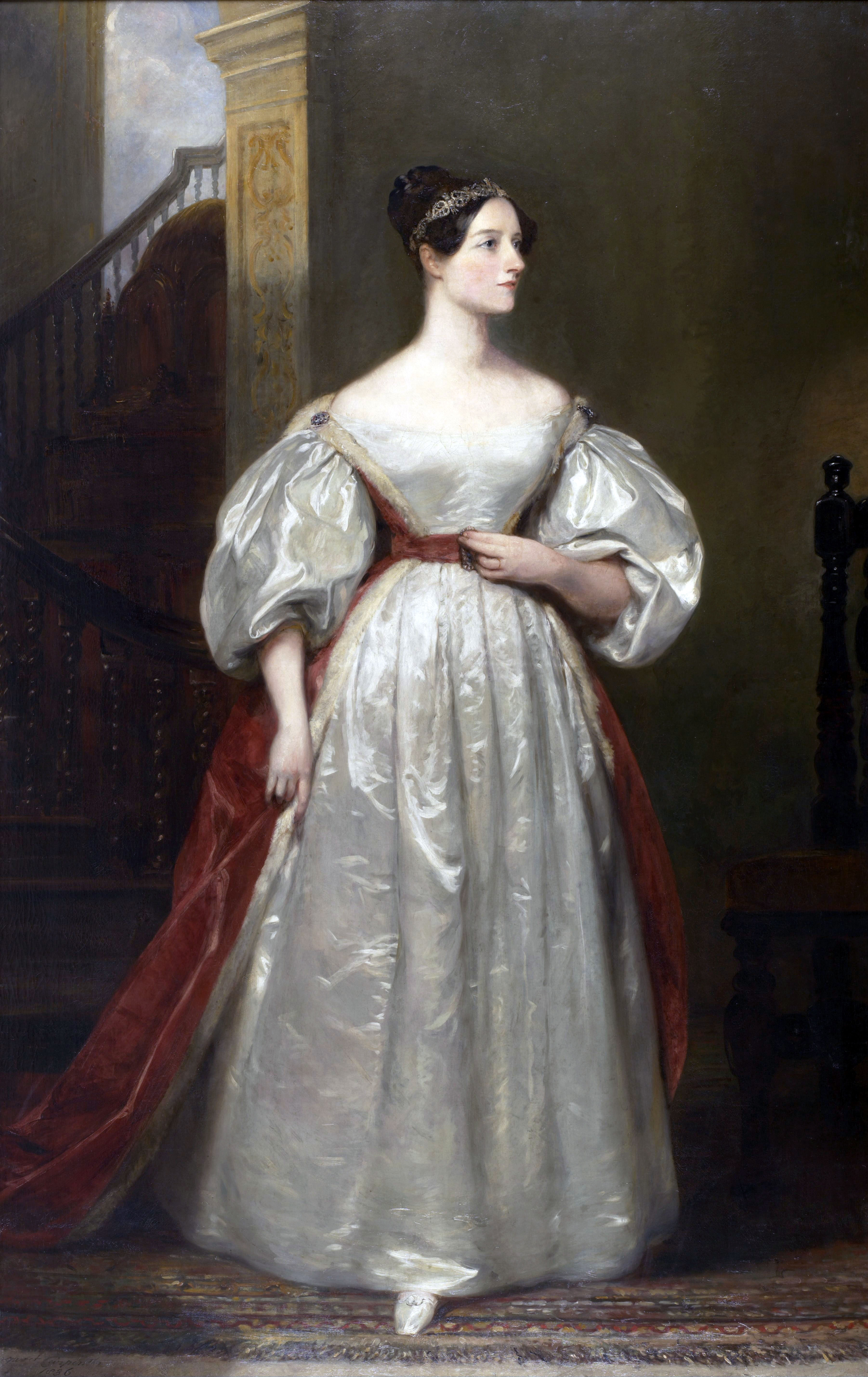
Ada Lovelace door Margaret Carpenter (1793-1872), 1836, National Physical Gallery, Teddington.

Augusta Ada Byron King, Lady Lovelace, geboren Augusta Ada Byron (Londen, 10 december 1815 – aldaar (Marylebone), 27 november 1852) was een Britse wiskundige.
Zij is bekend om haar beschrijving van de "analytische machine", de vroege mechanische computer voor algemeen gebruik van Charles Babbage. Ze wordt door sommigen gezien als de ontwerpster van het eerste computerprogramma, omdat ze "programma's" schreef om symbolen volgens vaste regels te manipuleren met een machine die Babbage op dat moment nog moest maken.  Recentere inzichten stellen echter dat het Babbage zelf was die de eerste algoritmen schreef.
Ze zag ook al in dat computers in staat zouden zijn meer dan enkel (zware) berekeningen te doen, terwijl anderen — waaronder Babbage zelf — slechts geïnteresseerd waren in de rekenkundige capaciteiten van een computer.

## Levensloop

### Jeugd
Augusta Ada Byron werd geboren als de eerste dochter van de dichter Lord Byron en zijn vrouw Anne Isabella Milbanke. Ze werd vernoemd naar Byrons halfzus, Augusta Leigh, en werd door Byron zelf "Ada" genoemd. Op 16 januari 1816 verliet Anne Isabella haar man Byron en nam haar dochter Ada van één maand mee. Hoewel de Engelse wet vaders de volledige voogdij gaf over hun kinderen in geval van scheiding, deed Byron geen moeite om zijn ouderlijke rechten te doen gelden. Op 21 april 1816 tekende Byron de scheidingsakte en hij verliet Engeland een paar dagen later.

### Opleiding
Ada's moeder voedde haar op tot wiskundige en onderzoeker; ze vreesde dat Ada anders net als haar vader zou eindigen als dichter. Op zeventienjarige leeftijd ontmoette Ada Mary Somerville, die de werken van de Franse wiskundige Laplace in het Engels vertaalde. Deze teksten werden gebruikt op de universiteit van Cambridge. Somerville moedigde Ada aan om wiskunde te studeren.

### Analytical engine en Babbage
Van Somerville hoorde Ada Lovelace omstreeks 1834 van de ideeën van Charles Babbage en de analytische machine. Ze kwam later in contact met Babbage en hielp hem met het ontwerpen van deze machine.
Lovelace vertaalde een samenvatting van Babbage' plannen uit het Frans naar het Engels. Babbage stelde voor dat zij dit met haar eigen aantekeningen zou uitbreiden tot een artikel — wat de oorspronkelijke tekst drie keer zo lang maakte. Dit artikel werd gepubliceerd in 1843.
Hierin voorzag ze dat zo'n analytische machine gebruikt zou kunnen worden om muziek te componeren, afbeeldingen te maken en wetenschap te bedrijven. Ze beschreef zelfs in detail hoe de analytische machine gebruikt kon worden om met behulp van een algoritme Bernoulligetallen te berekenen. Dit uitgeschreven plan wordt nu beschouwd als een van de eerste computerprogramma's.

### Huwelijk en overlijden
Ze verkeerde in de hoogste kringen, onder meer aan het Britse hof. Op 8 juli 1835 trouwde ze met William King, de achtste Baron King, in 1838 1st Earl of Lovelace. Zodoende werd haar titel The Right Honourable the Countess of Lovelace.
In haar verdere leven werd ze geplaagd door ziekten. In haar sociale leven ging ze om met beroemdheden als Charles Dickens, David Brewster, Charles Wheatstone en Michael Faraday. Lovelace overleed op 36-jarige leeftijd aan bloedingen ten gevolge van een behandeling tegen baarmoederkanker.

## Erkenning
De programmeertaal Ada, in 1979 ontwikkeld in opdracht van het Amerikaanse Ministerie van Defensie, is naar haar vernoemd. De British Computer Society reikt de Lovelacemedaille uit aan personen die een buitengewone bijdrage hebben geleverd aan het begrip of de vooruitgang van informatica en de winnaar wordt uitgenodigd een openbare lezing genaamd de Lovelace lecture te houden.
Tevens is er sinds 2015 een blockchain-project gelanceerd genaamd: Cardano. De oprichter van deze blockchain, Charles Hoskinson, heeft er voor gekozen de munt die gebruikt wordt op dit netwerk te vernoemen naar Ada Lovelace.
Jaarlijks vindt de Ada Lovelace Day plaats op de tweede dinsdag van oktober, bedoeld om de zichtbaarheid van vrouwen te vergroten in wiskunde, natuurwetenschap en engineering.
Er is een musical genaamd "Ada Lovelace" over haar leven geschreven door Ethan Lewis Maltby en Jenna Donnelly.
- Bibsys: 3063884
- Biblioteca Nacional de España: XX4907321
- Bibliothèque nationale de France: cb123997091 (data)
- Catàleg d'autoritats de noms i títols de Catalunya: 981058602988506706
- Gemeinsame Normdatei: 119232022
- International Standard Name Identifier: 0000 0000 7689 7871
- Library of Congress Control Number: n78030997
- Bibliotheek van het Japanse parlement: 01237915
- Nationale Bibliotheek van Tsjechië: jo2016900225
- Nationale Bibliotheek van Israël: 987007436765805171
- Nationale Bibliotheek van Polen: a0000003344930
- Nederlandse Thesaurus van Auteursnamen: 072360232
- LIBRIS: 251062
- SNAC: w6b09txc
- Système universitaire de documentation: 028921488
- Virtual International Authority File: 61632881
- WorldCat: E39PBJvmKdDY6kWcKtxyRMvfv3